# Анкудинов, Максим Арикович
Макси́м Арикович Анкуди́нов (25 июня 1970, Свердловск — 3 декабря 2003, Екатеринбург) — русский поэт и переводчик.

## Биография
После проведённого в Нижнем Тагиле детства жил в основном в Екатеринбурге. Окончил Уральский политехнический институт (УПИ), работал программистом на предприятии «Уралчерметавтоматика».
Оригинальное творчество Анкудинова достаточно неоднородно: есть в нём и тексты, восходящие к достаточно агрессивной уральской рок-школе, и попытки облагородить эту традицию прививкой раннего французского авангарда. Однако высшие его достижения связаны со стихами, в которых Анкудинову удаётся найти для непосредственного лирического высказывания тот или иной особый язык, не затёртый использованием в русской литературной традиции, — чаще всего это любовный лепет или детская речь, как в поэме «Рыбы»:
Мама!
Смотри —
Рыбы пьют чай
И нас
Зовут.
Мама,
Смотри —
Рыб отрезал
Себе хлеба сам.
Мама,
А рыб этих добрых весёлых,
Как нас,
Убьют?
Мама,
А рыбам
Прекрасных
Досталося
Мам?
При жизни Анкудинов выпустил четыре маленьких поэтических сборника, печатался в антологиях «Самиздат века», «Нестоличная литература», «Девять измерений» и «Антология поэзии Екатеринбурга», журналах и альманахах «Урал», «Октябрь», «Солнечное сплетение», «Вавилон», «Литературный арьергард», а также в переводах на английский и итальянский.
Анкудинов много переводил французскую поэзию XX века, составил авторскую антологию, частично опубликованную в журнале «Урал»; среди наиболее удачных переводческих работ Анкудинова — стихи Поля Элюара, Жюля Сюпервьеля, Алена Боске. Анкудинову также принадлежит перевод большой статьи Ж.-Ф. Дюваля об Аллене Гинзберге, работа над которым была связана с временным увлечением Анкудинова битниками.
Погиб (был сбит машиной). Похоронен в Нижнем Тагиле на кладбище «Пихтовые горы».